# ワガシ

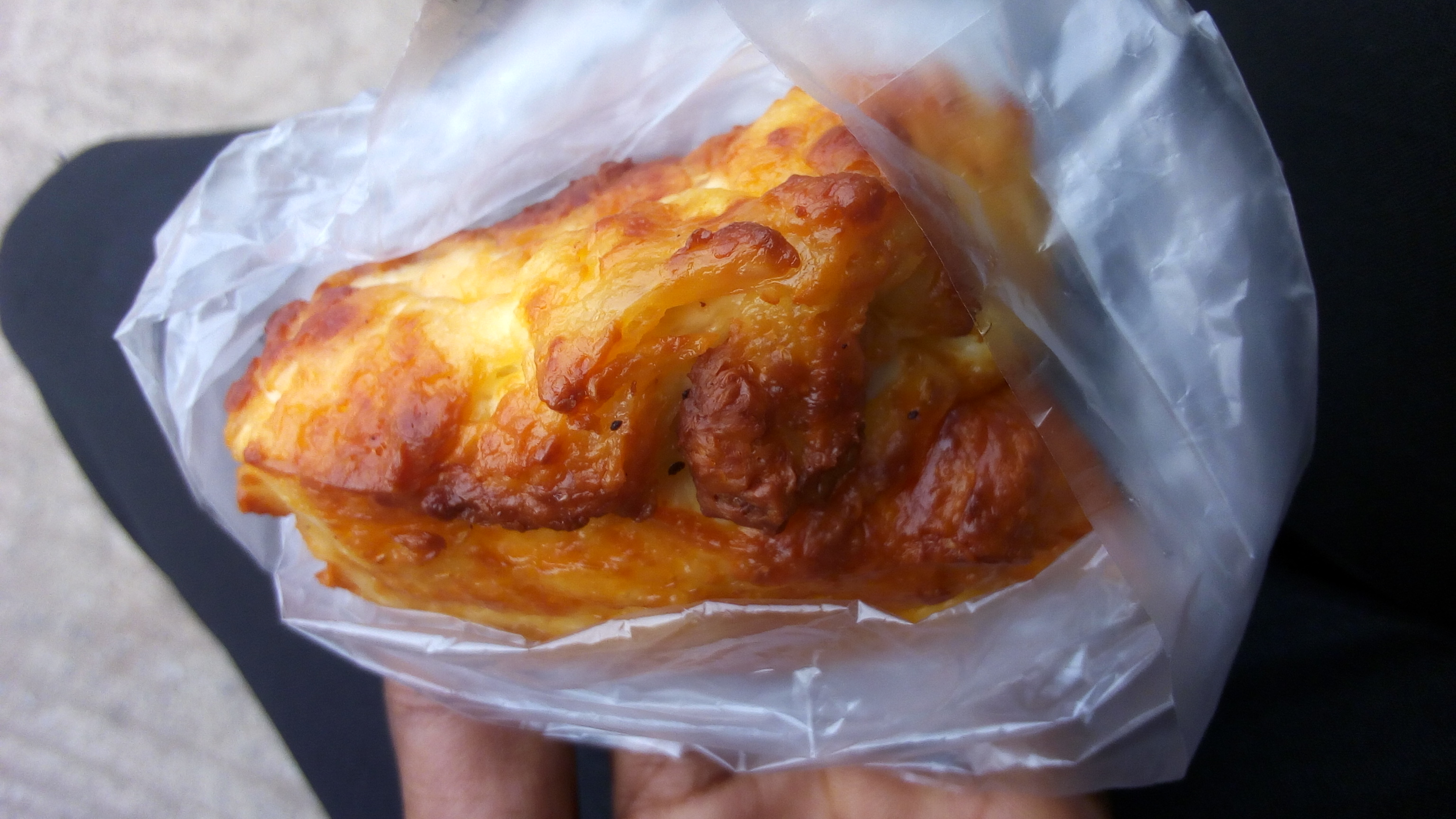
揚げたワガシ

ワガシ(Wagasi)は、牛乳から作る西アフリカのチーズである。フラニ族、特にベナン北部に居住する者により作られる。ベナン中央部のパラクーでは大量に売られており、特にパラクーと同緯度のサバンナ地帯を中心に西アフリカじゅうで見られる。
ザルマ語、ソンガイ語、デンディ語ではワガシとして知られ、フォン語ではアモ、エデ語ではワラ、バリバ語ではガサルと呼ばれる。フランス語ではフロマージュという。ガーナでは、恐らくザルマ語、ソンガイ語由来のワガシとして広く呼ばれる。
食感は比較的柔らかく、味はマイルドで、料理によく用いられる。ベナン料理で使われるタンパク質源や動物性食品の多くと同様に、ワガシはソースの中で調理され、すりつぶしたヤムやパテ、またこの地域の主食であるキビやトウモロコシの粥等、デンプン質のものと一緒に食べる。

## 製法

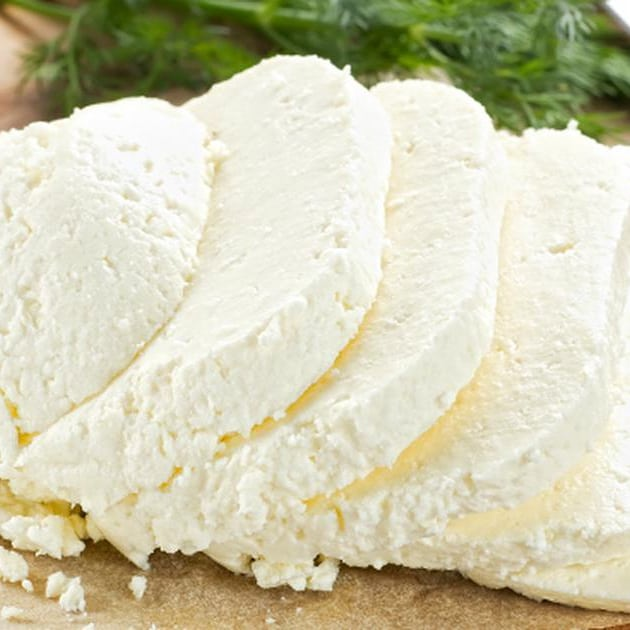
ワガシ

牛乳を温め、キワタ等の"fromagier"の葉または他の酸性物質によりかき混ぜる。牛乳が固まり始めたら、カードを除去し、丸いチーズホイールに入れて押し固める。その後、保存のため、他の種類の葉から作られて赤いワックスに浸す。

## 調理法
揚げたり茹でたり、様々な方法で調理される。シチューを作るときに肉や魚の代替として用いられる。唐辛子をディップとした揚げたワガシが屋外で販売される。